# 埃莱克·阿科什
埃莱克·阿科什（匈牙利語：Elek Ákos，1988年7月21日—），是一名匈牙利职业足球运动员，司职中场。最後效力于匈牙利足球甲级联赛球队費夏華。

## 俱乐部生涯
2005年，埃莱克在匈牙利第二级别球队考津茨包尔齐考开始足球生涯。2008年转会加盟维迪奥顿。2012年，他被短暂租借到土耳其球队埃斯基谢希尔体育。2012年7月25日，埃莱克回到匈牙利，和迪欧斯捷尔签约。2015年1月18日，他转会到中国足球超级联赛球队长春亚泰。

## 国家队生涯

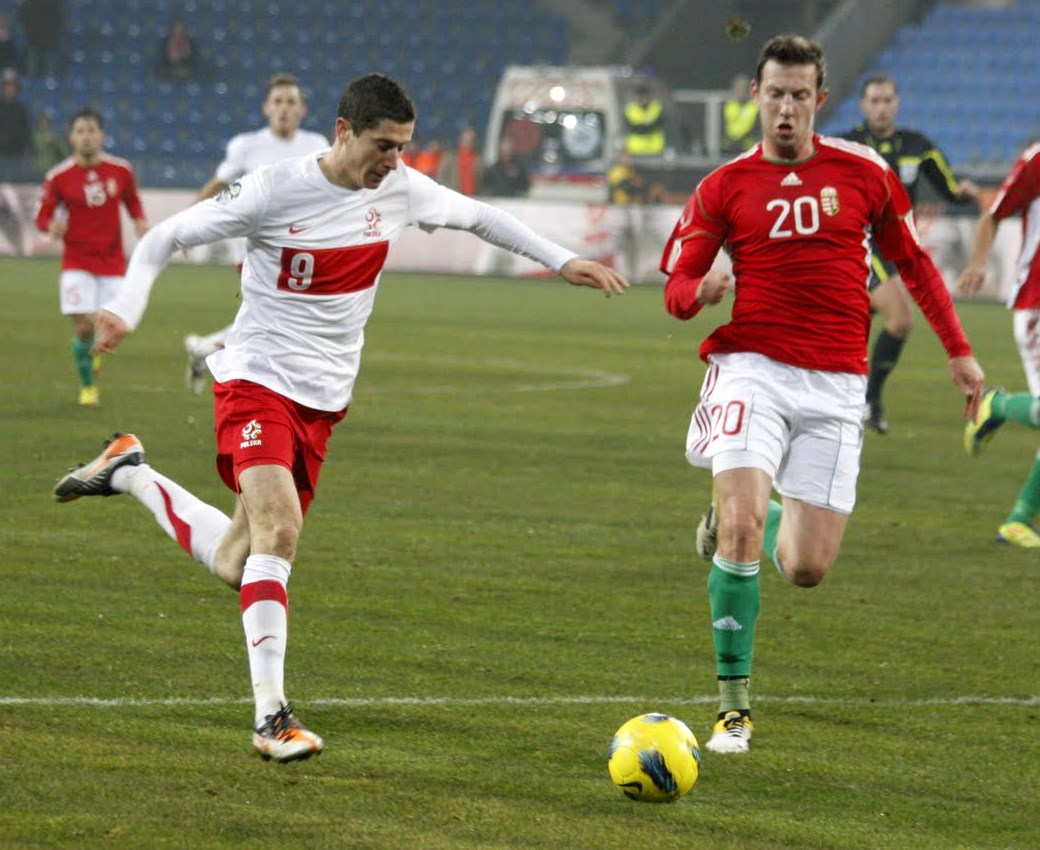
埃莱克代表匈牙利国家足球队对阵波兰

2010年，埃莱克首次入选匈牙利国家足球队。2011年8月10日，他在匈牙利和冰岛的友谊赛中射进国家队首球，帮助球队4比0获胜。
他曾替匈牙利国家足球队出戰2016年歐洲國家盃。